# Vincent Janssen
Vincent Petrus Anna Sebastiaan Janssen (* 15. Juni 1994 in Heesch) ist ein niederländischer Fußballspieler.

## Karriere

### Verein
Janssen spielte in seiner Jugend für den SV Top, TOP Oss, der Jugendabteilung von NEC Nijmegen/FC Oss und Feyenoord Rotterdam. Zwischen 2011 und 2013 absolvierte er für die zweite Mannschaft von Feyenoord Rotterdam in der Beloften Eredivisie insgesamt vier Spiele.
Im Sommer 2013 wechselte Janssen zum Almere City FC in die Eerste Divisie, der zweiten Liga in den Niederlanden. Er kam auch zu zwei Einsätzen in der zweiten Mannschaft des Almere City FC. In seiner ersten Spielzeit 2013/14 erzielte er zehn Treffer und bereitete drei Tore vor. In der darauffolgenden Spielzeit konnte er sich nochmal steigern. Janssen erzielte 19 Treffer selbst und bereitete insgesamt neun Tore vor. Am Ende der Spielzeit belegte er den 5. Platz auf der Torjägerliste der Eerste Divisie.
Am 1. Juli 2015 wechselte er in die Eredivisie zum AZ Alkmaar. Sein Debüt im niederländischen Fußballoberhaus feierte er am 9. August 2015, am ersten Spieltag der Saison 2015/16. Bei der 0:3-Heimniederlage gegen Ajax Amsterdam spielte er über 90. Minuten.
Janssen feierte in dieser Spielzeit auch sein Debüt im internationalen Vereinsfußball. Er nahm mit AZ an der UEFA Europa League 2015/16 teil. Nach erfolgreicher Qualifikation scheiterte er mit Alkmaar bereits in der Gruppenphase. Jannsen absolvierte alle sechs Gruppenspiele und erzielte zwei Treffer. Diese erzielte er gegen den FC Augsburg und Athletic Bilbao.
Am 16. April 2016, dem 31. Spieltag, war Janssen beim Sieg gegen den PEC Zwolle an allen Toren beteiligt. Beim 5:1-Erfolg erzielte er vier Treffer selbst und bereitete einen vor. Am Ende der Spielzeit 2015/16 wurde er mit 27 Toren in 34 Spielen Torschützenkönig.
Ab dem 12. Juli 2016 stand Janssen bei Tottenham Hotspur in der Premier League unter Vertrag. Er wechselte für 22,1 Millionen Euro von Alkmaar nach Tottenham. Sein Vertrag lief bis zum 30. Juni 2020. Zur Saison 2017/18 wurde Janssen bis zum 30. Juni 2018 an Fenerbahçe Istanbul ausgeliehen.
Im Juli 2019 wechselte er nach Mexiko zum CF Monterrey. Dort spielte Janssen drei Jahre. Unter anderem nahm er mit dem Verein 2019 (nur im Kader) und 2022 (infolge der COVID-19-Pandemie verspätet erfolgte Austragung des für 2021 geplanten Turniers) (zwei Spiele) an der FIFA-Klub-Weltmeisterschaft teil, ehe es ihn in der Sommerpause 2022 wieder nach Europa verschlug und er beim belgischen Erstligisten Royal Antwerpen einen Vertrag für vier Saisons unterschrieb.
Janssen bestritt in seiner ersten Saison 36 von 40 mögliche Ligaspiele für Antwerpen, in denen er 16 Tore schoss, sowie fünf Pokalspiele mit drei Toren und fünf Spiele in der Qualifikation zur Conference League. Er beendete die Saison als belgischer Meister und Pokalsieger. In der nächsten Saison waren es 35 von 40 möglichen Ligaspielen, in denen er elf Tore schoss, fünf Pokalspiele mit vier Toren und acht Spielen im Europapokal mit zwei Toren. In der Saison 2024/25 wurde er bei 34 von 41 möglichen Ligaspielen eingesetzt mit wiederum elf geschossenen Toren und fünf Pokalspielen mit zwei Toren.

### Nationalmannschaft
Janssen absolvierte zwischen 2011 und 2015 mehrere Spiele für die U-18, U-20 und die U-21 der Niederlande. Sein Debüt für die Nationalmannschaft gab er am 25. März 2016 beim Freundschaftsspiel gegen Frankreich. Er kam in der 81. Minute für Luuk de Jong in die Partie. Das Spiel endete mit einer 2:3-Niederlage gegen die Franzosen.
Nach einer Unterbrechung ab 2017 bestritt er sein nächstes Länderspiel am 14. Juni 2022 im Rahmen der UEFA Nations League gegen Wales. Er gehörte bei der Weltmeisterschaft 2022 dem niederländischen Kader an und wurde in zwei Gruppenspielen eingesetzt.

## Erfolge
- Mexikanischer Meister: 2020
- CONCACAF-Champions-League-Sieger: 2021
- Belgischer Meister: 2022/23 (Royal Antwerpen)
- Sieger belgischer Fußballpokal: 2022/23

### Persönliche Auszeichnungen
- Torschützenkönig der Eredivisie: 2016
- Fußball-Talent des Jahres in den Niederlanden: 2016